# Sulfato de bário
Sulfato de bário é um sólido cristalino branco com a fórmula química BaSO4. É pouco solúvel em água e outros solventes tradicionais, mas é solúvel em ácido sulfúrico concentrado.É muito comum em minérios de bário. A suspensão de sulfato de bário é utilizada como agente de contraste durante procedimentos de raio-x.

## Usos
O sulfato de bário tem uso presente na fabricação de papéis fotográficos, pigmentos artificiais de marfim, celofane, enchimento de borracha, linóleo, fibras e resinas, papel, tintas, pigmento para a coloração de papel  colorido e é usado como pigmento verde em fogos de artifício. Todavia, o Sulfato de Bário é a principal forma de contraste artificial aos procedimentos de exames radiográficos (Seriografia) do Sistema Digestório apresentando-se sob a forma de Sulfato de Bário Fino e Espesso.
São conhecidos 22 isótopos de bário. O bário natural é uma mistura de 7 isótopos estáveis. Os demais são altamente radioativos com meias vidas de milissegundos até minutos. A única exceção é o Ba-133 que apresenta uma meia-vida de 10,51 anos. Na tabela periódica o Bário está na família 2A (metais alcalino-terrosos).